# Ectropis pristis
Ectropis pristis är en fjärilsart som beskrevs av Edward Meyrick 1892. Ectropis pristis ingår i släktet Ectropis och familjen mätare. Inga underarter finns listade i Catalogue of Life.